# Кузнецова, Ляля Мендыбаевна
Ляля Мендыбаевна Кузнецова (Халитова) англ. Ljalja Kuznetsova; (4 августа 1946, Уральск, Казахстан) — советский и российский фотограф. Почётный член Союза фотохудожников России.

## Биография
Ляля Кузнецова, татарка, родилась 4 августа 1946 года в городе Уральске (Казахстан). Закончила Государственный Казанский авиационный институт. Работает инженером, и в конце 1970−х занялась фотографией.
С 1978 года работала фотографом в Казанском Государственном музее искусств.
Участвует во встречах фотографов в Литве, и в конце 70-х принята в Союз Фотохудожников Литвы. В начале 80-х работает фотографом в газете «Вечерняя Казань», занимаясь вопросами современной моды. С этого времени Ляля Кузнецова становится независимым фотографом и живёт заказами для республиканского дома моды Татарии.
Участница легендарной фото-группы «ТАСМА» (Владимир Зотов, Эдвард Хакимов, Рифхат Якупов, Фарит Губаев и многие другие фотографы).
С середины 80-х годов её работы неоднократно выставлялись и публиковались в Европе и США, в том числе в галерее The Corcoran Gallery of Art в Вашингтоне.
Участница фестиваля ИнтерФото(1996) в Москве.
В конце 70-х годов Кузнецова снимает один из последних цыганских таборов на территории СССР (в Туркменистане), чуть позже её
цыганская серия продолжается в Одесских степях…

Когда говорят, что я воспеваю вольную жизнь цыган или что-то в этом роде, я думаю: фотография, которую делает человек, — это отчасти его автопортрет. Когда я освоила фотоаппарат, узнала, как проявляется пленка, как это все печатается, я начала искать кадры, созвучные моему сердцу. Естественно, ни за какие права цыган я не боролась, я просто понимала, что в нашем обществе они лишены очень многих прав. В большинстве своем это люди, которые идут к горизонту, а этот горизонт уходит от них.

Фотограф ищет свою картинку. И когда находит, говорит: да, о’кей, это мое. То есть этот щелчок происходит в сердце. Я, например, всегда знала, когда проявляла пленку, какой кадр мне искать. Ещё Картье-Брессон говорил о том, что должно произойти соединение увиденного и того, что в тебе происходит, — это действительно так. Я испытала это на себе и могу подтвердить: именно так и происходит. — Ляля Кузнецова

## Выставки
- 2008 Галерея «Победа», Центр современного искусства ВИНЗАВОД, Москва
- 2010 Дорога" Галерея «Меглинская», Центр современного искусства ВИНЗАВОД, Москва https://web.archive.org/web/20100928103905/http://www.winzavod.ru/sobitie/274
- 2010 «Дорога» выставочный зал ИЗО-музея. Казань https://web.archive.org/web/20101227165614/http://inkazan.ru/u-lyali-kuznecovoj-svoya-doroga/
- 2011 «Дорога», Краеведческий музей, Новосибирск https://web.archive.org/web/20110107081147/http://museum.nsk.ru/afisha/396.html

## Награды
- Leica Medal of Excellence (Mother Jones) 1997
- Гран-при города Парижа

## Авторская книга
- Ljalja Kuznetsova «Shaking the Dust of Ages: Gypsies and Wanderers of the Central Asian Steppe» Издательство: Aperture, 1998 ISBN 0893816825
- Ljalja Kuznetsova «Gypsies: Free Spirits of the Open Steppe» London. Thames and Hudson. 1998 ISBN 9780500542200
- Ляля Кузнецова «Дорога». Издатели книги Леонид Гусев, Мила Сидоренко. Москва 2010. ISBN 978-5-903788-09-5 http://www.knigirossii.ru/?menu=show_book&book=2230690

## Работы Л.Кузнецовой представлены в книгах
- D.Mrazkova & V.Remes. «Another Russia», Thames&Hudson, London 1986
- Taneli Escola & Hannu Eerikainen «Toisinnakijat» (Инаковидящие") Helsinki, 1988
- Wiktor Misiano. «Die zeitgenossische Photographie in der Sowjetunion», Edition Stemmle, 1988
- «Say Cheese!», Soviet Photography 1968—1988" Editions du Comptoir de la Photographie, 1988
- L. Bendavid-Val «Changing Reality. Recent Sowiet Photography», Starwood pub., USA 1991
- «Litza. Contemporary Portrait Photography from Russia, Byelorussia and Ukraine». Foundation «CIRC», Amsterdam, 1992
- Evgeny Berezner, Irina Chmyreva, Natalia Tarasova and Wendy Watriss. «Contemporary Russian Photography», FotoFest 2012 Biennial Houston.
- «Changing Focus — A Collection of Russian and Eastern European Contemporary Photography». Sotheby’s, London, 2013

## Интервью
- Марина Федоровская. "Фотограф Ляля Кузнецова: «В день съёмки мой энергетический запас вылетал весь», Интервью 2011.